# Teléfono (canción)
«Teléfono» (estilizado en mayúsculas como «TELÉFONO») es una canción de la cantante española Aitana, perteneciente a su primer álbum de estudio, Spoiler (2019). Fue compuesta por ella misma junto a Andrés Torres y Mauricio Rengifo, y producida por los dos últimos. Se publicó el 27 de julio de 2018 como primer sencillo del disco bajo el sello de Universal Music Spain. Esta canción también pertenece a su primer EP, Tráiler, publicado el 30 de noviembre de 2018.

## Antecedentes y composición
En el mes de abril de 2018, Aitana viajó a Los Ángeles para formarse y empezar a preparar su primer álbum de estudio. Durante su estancia compuso y grabó «Teléfono», con la ayuda de los colombianos Mauricio Rengifo y Andrés Torres, encargados también de la producción de la canción.
Su letra habla sobre el fin de una relación. El tema tiene una duración de dos minutos con cuarenta y tres segundos.

## Recepción

### Comercial
«Teléfono» debutó en el número uno de la lista de ventas española, posición en la que permaneció durante seis semanas consecutivas, convirtiéndose en el segundo número uno conseguido por Aitana tras el éxito de «Lo malo». Tan solo una semana después de su entrada en la lista, fue certificada como disco de oro y, dos semanas después, como disco de platino. El 2 de octubre consiguió el doble disco de platino tras vender más de 80 000 copias. El 4 de diciembre se convirtió en la segunda canción que más rápido ha sido certificada como triple disco de platino en España.
El 30 de octubre Universal Music Group entregó a Aitana un disco de oro por las ventas conjuntas en Ecuador de «Lo malo» y «Teléfono». El 6 de mayo de 2020 Universal Music confirma que el sigle Teléfono se convierte en disco de platino en Estados Unidos.

## Promoción

### Vídeo musical
El vídeo musical para la canción fue rodado en Madrid, siendo Mauri D. Galiano el encargado de la dirección y la empresa BeSweet de la producción. Fue lanzado el 27 de julio de 2018 simultáneamente junto al sencillo en plataformas digitales. En las primeras 24 horas tras su publicación, el vídeo se convirtió en el más visto de la historia en España en el canal de Vevo en YouTube.

## Otras versiones
En octubre de 2018 se anunció que Aitana grabaría un remix de «Teléfono» junto a Lele Pons. Esta versión, que incluye nuevas estrofas interpretadas por Lele que sustituyen a otras cantadas en la original por Aitana, fue publicada el 21 de noviembre de 2018 junto a su vídeo musical, rodado en Los Ángeles y dirigido por Anwar Jibawi y producido por Shots Studios.

## Formatos
| Descarga digital |            |          |  |
| N.º              | Título     | Duración |  |
| 1.               | «Teléfono» | 2:43     |  |

| Descarga digital |                                    |          |  |
| N.º              | Título                             | Duración |  |
| 1.               | «Teléfono - Remix» (con Lele Pons) | 2:44     |  |

## Posicionamiento en listas

### Semanales
| País   | Lista             | Mejor posición |
| ------ | ----------------- | -------------- |
| España | Top 100 Canciones | 1              |

### Certificaciones
| País           | Organismo certificador | Certificación   | Ventas certificadas | Ref.   |
| -------------- | ---------------------- | --------------- | ------------------- | ------ |
| España         | PROMUSICAE             | 4× Platino      | 240 000             | [ 18 ] |
| Ecuador        | SAE                    | Oro             | 3 000               | [ 10 ] |
| Estados Unidos | RIAA                   | Platino (Latin) | 60 000              | [ 19 ] |